# Plan Inca
El Plan Inca fue un instrumento de racionalización del desarrollo implementado por la dictadura militar del autoproclamado Gobierno Revolucionario de la Fuerza Armada en Perú, a partir del Sistema Nacional de Planificación.
Estaba liderado por el general de división, Juan Velasco Alvarado en ese entonces presidente de facto durante la dictadura, asesorado por el COAP (Comité de Oficiales Asesores de la Presidencia).
Fue dado a conocer el 28 de julio de 1974 con ocasión del 153.º aniversario de la Independencia Nacional del Perú.

## Meta
En el plazo de veinte años, el plan Inca debía conseguir «la integración de la población, su distribución en todo el espacio económico de país y lograr el ingreso del cápital, sea no menos del actual». Estos objetivos debían alcanzarse en un ámbito netamente peruano; por ello el gobierno declaraba su identidad: «Ni capitalista, ni marxista-leninista». Se puso en práctica la autogestión socialista y ―como forma de Gobierno― la democracia popular. En la práctica, tuvo una economía de transición al socialismo; hizo esfuerzos de acercamiento hacia los países comunistas.

### Principales realizaciones
Más cerca de Goethe ― «En el principio era la acción»―, los conductores ejecutaron las siguientes acciones:
- Toma de Talara (9 de octubre de 1968) y recuperación de los yacimientos petrolíferos.
- Planificación y restructuración del aparato estatal.
- Banco Central de Reserva: ente regulador del crédito nacional.
- Fortalecimiento del Banco de la Nación.
- El 24 de julio de 1969 se creó la empresa Petroperú (Petróleos del Perú).
- Estatización de la banca comercial privada.
- El 2 de noviembre de 1969 se aprobó la Ley general de Minería. Luego se fundó la empresa Minero Perú.